# Барановська Юлія Геннадіївна
Юлія Геннадіївна Барановська (нар.. 3 червня 1980, Ленінград) — російська телеведуча.

## Життєпис
Народилася в Ленінграді 3 червня 1985 року. Мати — Братцева Тетяна Володимирівна, вчителька в школі. Батько — Барановський Геннадій Іванович, інженер. Батьки розійшлися, коли Юлі було 10 років. У Юлії є дві молодші сестри — Ксенія та Олександра.
Після школи Юлія Барановська вступила до Санкт-Петербурзького державного університету аерокосмічного приладобудування на факультет менеджменту, але не закінчила його. В 2009 році разом з цивільним чоловіком, футболістом Андрієм Аршавіним переїхала до Великої Британії. У 2010 році в Лондоні закінчила sotheby's Institute of Art, курс сучасного мистецтва.
У 2014 році переїхала до Москви.

## Кар'єра
Починаючи з 2011 року, Юлія Барановська тричі (2011, 2012 та 2014 роки) ставала ведучою фестивалю «Російська Масляна» в Лондоні, який щорічно проводиться на Трафальгарській площі і є головним публічним святом року для російськомовного населення столиці Великої Британії.
Кар'єру телеведучої розпочала в 2014 році. З березня Юлія Барановська стала співведучою програми «Чого хочуть чоловіки» на каналі ТНТ. В цьому пост-шоу проекту «Холостяк» Юлія виступала в ролі постійного експерта з відносин.
У травні 2014 року Юлія Барановська приєдналася до команди ток-шоу «Дівчата» на каналі «Росія-1».
22 червня 2014 року Юлія стала ведучою мейковер-шоу «Перезавантаження» на телеканалі ТНТ. Вела телепрограму до квітня 2016 року.
У вересні того ж року стала співведучою Олександра Гордона в ток-шоу «Чоловіче/Жіноче» на «Першому каналі».
З вересня 2015 року Юлія Барановська — нова посланниця краси бренду Librederm.
З 2016 року виступає в ролі захисниці у програмі «Модний вирок» на «Першому каналі».
Навесні 2016 року видавництво «АСТ» випустило автобіографію Юлії Барановської «Все на краще». На сторінках цієї книги вона описує свій роман з футболістом Андрієм Аршавіним.
Восени 2016 року Юлія взяла участь у проекті Першого каналу «Льодовиковий період» у парі з чемпіоном світу в танцях на льоду Максимом Шабаліним.
У 2016 та 2017 роках Юлія стає ведучою щорічної премії Fashion People Awards. У 2017 році стає ведучою премії журналу Оксани Федорової MODA Topical Style Awards.
З 27 листопада по 5 грудня 2017 року — одна з ведучих програми «Бабин бунт» на «Першому каналі».
З 22 березня 2019 року стала радіоведучою спільно з Олегом Верещагіним в шоу «Все на краще» на радіостанції «Русское радио».
З моменту початку повномасштабного вторгнення Росії в Україну 24 лютого 2022 року телеведуча бере активну участь у висвітлюючи, як біженці з Маріуполя перебувають у гуманітарних пунктах на звільнених РФ територіях України чи безпосередньо на території РФ.

## Громадська діяльність
Підтримала війну Росії проти України. 30 вересня 2022 року взяла участь як співведуча в мітингу-концерті, присвяченому анексії окупованих українських регіонів.
У середині червня 2022 року підтримала та приєдналася до пропозиції виплачувати премію російським військовим та цивільним за підбиті танки Leopard українських військових із власних коштів.

## Санкції
15 січня 2023 року Барановську внесено до списку санкцій України за поширення кремлівської пропаганди та публічні заклики до агресивної війни.
17 березня 2023 року, внесена до списку санкцій Латвії в числі російських культурних діячів, які підтримали російську агресію в Україні із забороною в'їзду в країну.

## Особисте життя
У липні 2003 року Юлія Барановська познайомилася з футболістом Андрієм Аршавіним, майбутнім капітаном збірної Росії з футболу. У цивільному шлюбі Аршавін та Барановська прожили 9 років до квітня 2012 року. Юлія народила трьох дітей:
- син Артем Аршавін (нар. 7 грудня 2005)
- донька Яна Аршавіна (нар. 3 квітня 2008)
- син Арсеній Аршавін (нар. 14 серпня 2012).

## Нагороди та номінації
| Рік  | Премія                | Категорія         | Результат |
| ---- | --------------------- | ----------------- | --------- |
| 2015 | Fashion People Awards | Fashion-ведуча    | Перемога  |
| 2016 | MODA Topical          | Найактивніша мама | Перемога  |